# Mroków (gromada)
Mroków – dawna gromada, czyli najmniejsza jednostka podziału terytorialnego Polskiej Rzeczypospolitej Ludowej w latach 1954–1972.
Gromady, z gromadzkimi radami narodowymi (GRN) jako organami władzy najniższego stopnia na wsi, funkcjonowały od reformy reorganizującej administrację wiejską przeprowadzonej jesienią 1954 do momentu ich zniesienia z dniem 1 stycznia 1973, tym samym wypierając organizację gminną w latach 1954–1972.
Gromadę Mroków z siedzibą GRN w Mrokowie utworzono – jako jedną z 8759 gromad na obszarze Polski – w powiecie piaseczyńskim w woj. warszawskim, na mocy uchwały nr VI/10/12/54 WRN w Warszawie z dnia 5 października 1954. W skład jednostki weszły obszary dotychczasowych gromad Garbatka, Jabłonowo, Kossów, Marysin, Mroków, Parole, Stachowo, Stefanowo, Szamoty, Warszawianka, Warszawska Kolonia, Wola Mrokowska i Wólka Kossowska ze zniesionej gminy Mroków oraz obszar dotychczasowej gromady Łazy ze zniesionej gminy Lesznowola w tymże powiecie. Dla gromady ustalono 16 członków gromadzkiej rady narodowej.
1 stycznia 1958 z gromady Mroków wyłączono wieś Szamoty, włączając ją do gromady Nadarzyn w powiecie pruszkowskim w tymże województwie.
31 grudnia 1961 z gromady Mroków wyłączono wieś Parole, włączając ją do gromady Nadarzyn w powiecie pruszkowskim w tymże województwie.
Gromada przetrwała do końca 1972 roku, czyli do kolejnej reformy gminnej.